# Esrum

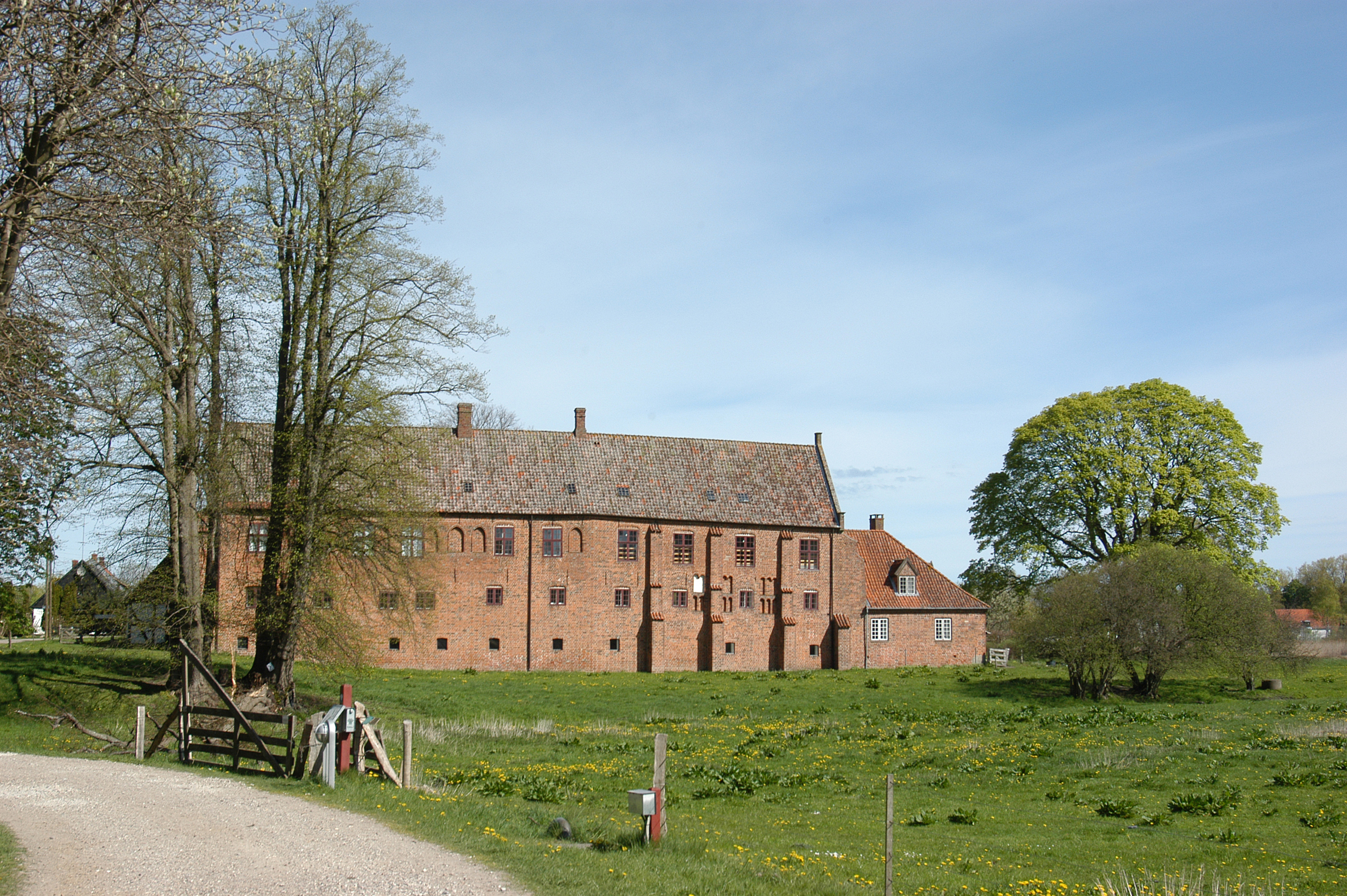
Klooster van Esrum

Esrum is een plaats in de Deense regio Hovedstaden, gemeente Gribskov, en telt 485 inwoners (2007).